# Alchemilla laeticolor
Alchemilla laeticolor é uma espécie de rosácea do gênero Alchemilla, pertencente à família Rosaceae.